# Leonid Dobrotvir

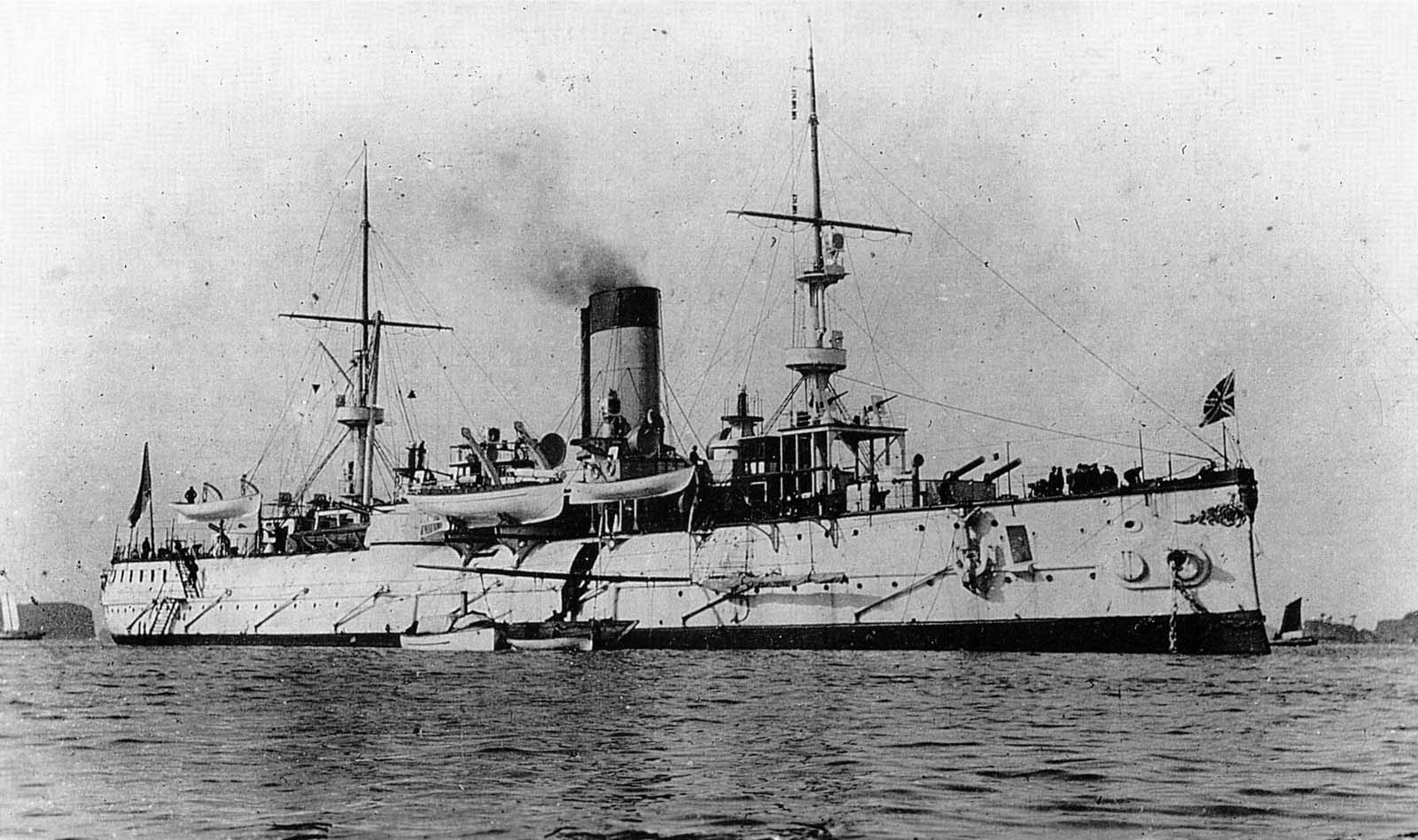
Croiseur Amiral-Nakhimov (1900-1903).

Leonid Feodorovitch Dobrotvir (en russe : Леонид Фёдорович Добротворский), né le 13 avril 1856 et mort le 21 octobre 1915 à Petrograd, est un kontr-admiral russe, commandant du croiseur Oleg. Il fut l'un des acteurs de la bataille de Tsushima (27 mai et 28 mai 1905).

## Descendance
- Evgueni Leonidovitch Dobrotvir (21 juillet 1884)
- Xenia Leonidovna Dobrotvir (26 juillet 1895)
- Tatiana Leonidovna Dobrotvir (21 août 1899).

## Biographie
Le 12 septembre 1873, Leonid Feodorovitch Dobrotvir entra à l'Académie navale et commença sa carrière militaire dans la Marine impériale de Russie le 1er mai 1874.
Le 30 avril 1877, promu garde-marine (grade en vigueur dans la Marine impériale de Russie de 1716 à 1917) la même année, Leonid Feodorovitch Dobrotvir fut affecté au 6e équipage de la flotte. Le 27 mai 1878, capitaine à bord du Tsimbriya, il se rendit en Amérique du Nord afin d'acquérir des croiseurs destinés à la Marine impériale russe.
Au cours de son séjour sur le continent américain, Leonid Feodorovitch Dobrotvir fut élevé au grade d'adjudant (15 janvier 1879). De retour en Russie, le 25 février 1879, il reçut son affectation pour servir sur un mouilleur des mines. En mars 1880 il navigua à bord du clipper Esmeralda et fut transféré au 6e équipage de la flotte. Le 31 octobre 1881, il fut nommé commandant du clipper Émeraude. Le 10 mai 1882, il reçut son affectation pour servir au 7e équipage de la flotte.
Le 1er janvier 1883, Leonid Feodorovitch Dobrotvir fut promu Lieutenant de marine. Le 12 avril 1883 il obtint le commandement du mouilleur de mines Kasatka, l'année suivante il reçut son affectation pour servir au 8e équipage de la flotte. Le 12 décembre 1885, il servit à bord du croiseur Amiral-Nakhimov (Construction juillet 1884 - Lancement 18 octobre 1885 - Mis en service le 3 décembre 1887 - coulé le 28 mai 1905 - considéré pendant longtemps comme le croiseur le plus rapide et le plus puissant du monde). Le 28 mai 1892 il exerça le commandement sur le Moozund et fut transféré au 13e équipage. En 1853, en Angleterre, il supervisa la construction de navires destinés à une expédition à l'embouchure du fleuve Ienisseï. Le 5 juillet 1893 à bord du Lieutenant-Ovtsym, il dirigea l'expédition à l'embouchure du Ienesseï.
Le 18 octobre 1893, Leonid Feodorovitch Dobrotvir fut promu capitaine (deuxième rang - grade correspondant à celui de lieutenant dans l'infanterie ou l'armée de l'air). Le 26 mars 1894 en qualité d'officier supérieur il servit sur le Grand Sisoy (construction 25 juillet 1891 - Lancement 7 mai 1892 - Mis en service 21 décembre 1891 - Retiré de la flotte en 1905 - Coulé le 28 mai 1905), en mars 1905, il fut transféré sur le Navarin (construction le 13 juillet 1889 - Lancement 19 septembre 1891 - Mis en service 19 juillet 1895 - Coulé en 1905). Le 11 septembre 1895, il fut affecté sur le croiseur Vladimir-Monomakh (construction 10 février 1881 - Lancement le 10 octobre 1882 - Mis en service 1er juillet 1883 - Coulé le 28 mai 1905), le 5 février 1896 il servit à bord de l’Amiral-Nakhimov (Construction juillet 1884 - Lancement le 21 octobre 1885 - Mis en service le 3 décembre 1887 - Coulé le 27 mai 1905). Transféré sur le navire de transport Love puis le 20 septembre 1900 il reçut le commandement de la canonnière] Gilyak.

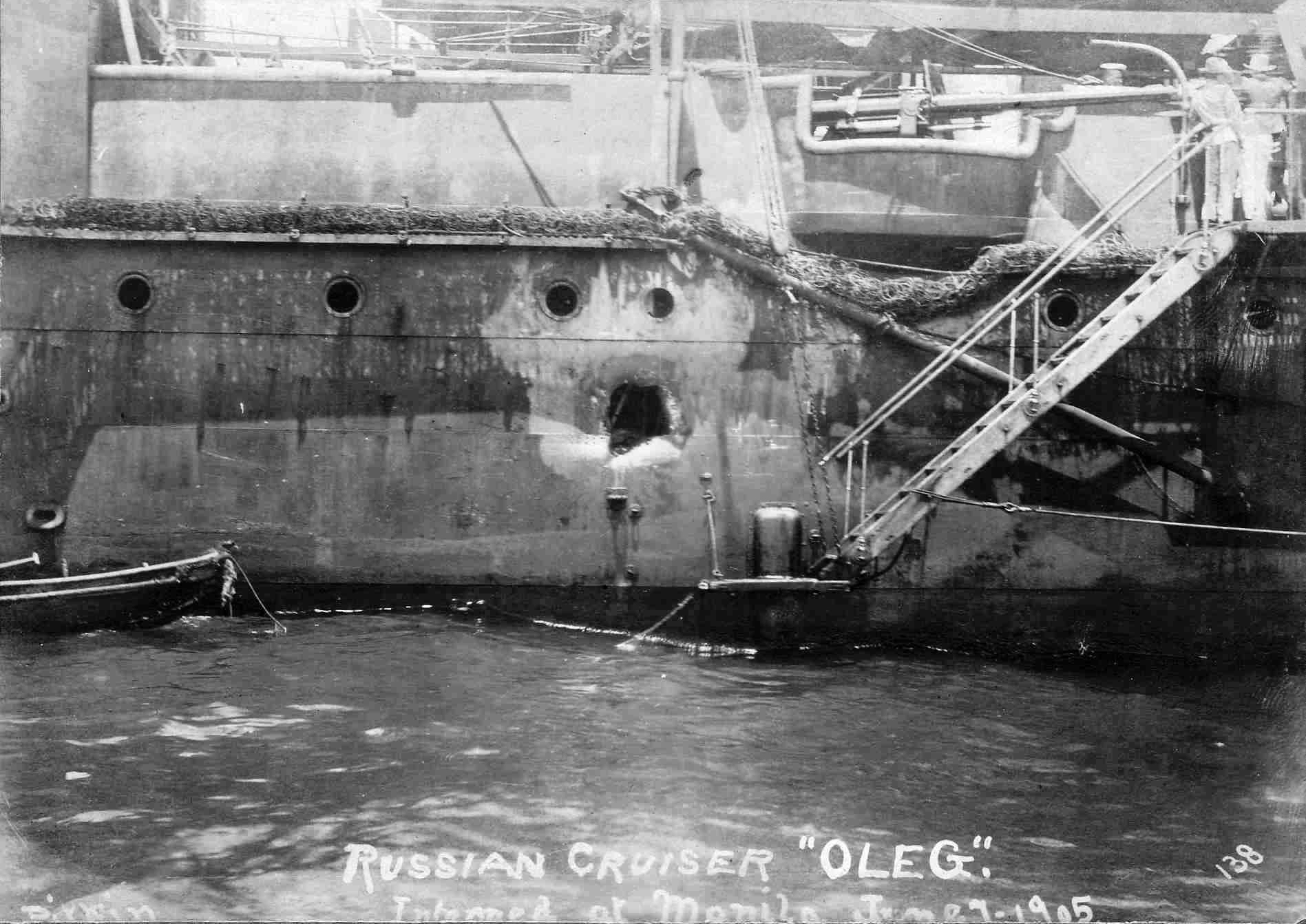
Le croiseur Oleg endommagé après la bataille de Tsushima (27 mai et 28 mai 1904).

En 1901, Leonid Feodorovitch Dobrotvir fut élevé au grade de capitaine (premier rang - grade correspondant à celui de colonel dans l'infanterie ou l'armée de l'air) et fut affecté à la Flotte de la Baltique au 17e équipage. En octobre 1902 il exerça le commandement sur le croiseur Dmitry Donskoï (lancement 18 août 1883 - Mis en service en 1885 - Coulé le 28 mai 1905). En 1903, il sortit diplômé de l'Académie navale. Entre le 20 mai 1903 et le 5 septembre 1903 il exerça temporairement le commandement du 9e équipage. En avril 1904, il reçut le commandement du croiseur Oleg (lancement 14 août 1903 - Mis en service le 24 juin 1904 - Retiré de la flotte le 17 juin 1919 - Démantelé en 1938).
À bord du Oleg Leonid Feodorovitch Dobrotvir prit part à la bataille de Tsushima. Le commandement de ce bâtiment de guerre lui fut retiré le 17 décembre 1907.
Le 14 juillet 1907, Leonid Feodorovitch Dobrotvir au grade de contre-amiral fut mis à la retraite.

### Décès
Leonid Feodorovitch Dobrotvir meurt le 21 octobre 1915 à Petrograd.

## Distinctions
- 1er janvier 1890 : Ordre de Saint-Stanislas (troisième classe)
- 6 décembre 1896 : Ordre de Sainte-Anne (troisième classe)
- 22 septembre 1904 : Ordre de Saint-Vladimir (quatrième classe avec ruban)
- 18 juin 1907 : Ordre de Sainte-Anne (deuxième classe avec épées).